# Wadjewaas
Het Wadjewaas, ook Wejewa, Wewewa, Waidjewa, Wajewa, Wewjewa, Weyewa, Veveva of West-Soembanees, is een Austronesische taal die gesproken wordt in een westelijk deel van Soemba. De taal van het landschap Wadjewa heeft daar het grootste aantal sprekers (65.000, 1997), terwijl deze taal ook in de landschappen Laura en Lauli verstaan wordt.
De taal is afwijkend van de andere talen van Soemba en onderling verstaat men elkaar niet. Daarom werd vroeger als voertaal vaak het Maleis gebruikt.

## Classificatie
- Austronesische talen (1268)
  - Malayo-Polynesische talen (1248)
    - Centraal-Oostelijke talen (708)
      - Centraal-Malayo-Polynesische talen (168)
        - Bima-Soembatalen (27)
          - Wadjewaas

## Taalgebied

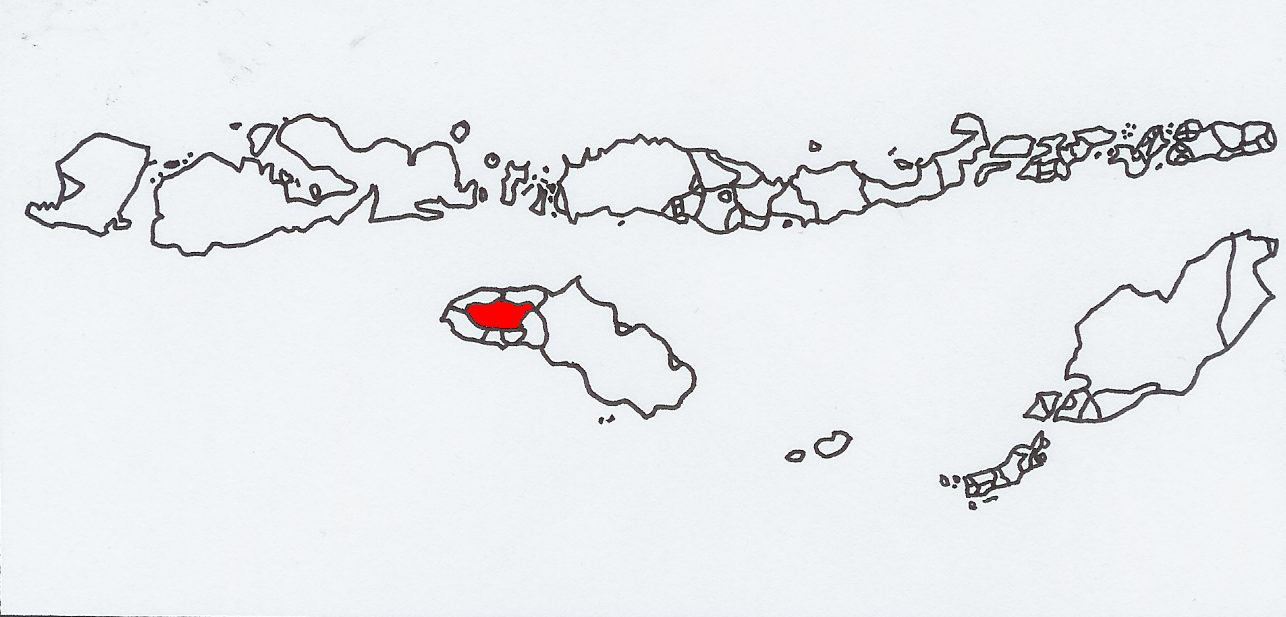
Het Wadjewaas tussen de andere talen van het Indonesische gedeelte van de Kleine Soenda-eilanden.

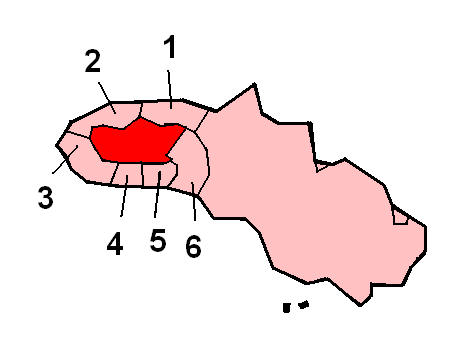
Het Wadjewaas tussen de andere talen van Soemba.

Het gebied waar Wadjewaas gesproken wordt op West-Soemba ligt centraal tussen de taalgebieden van het Mamboru (1), Laura (2), Kodisch (3), Wanukaka (4), Lambojaas (5) en Anakalangu(6) (zie kaart).

## Verspreiding van de sprekers
- Indonesië: 65 000; 65e plaats, 74e volgens totaal aantal sprekers

## Geschiedenis
Wadjewaas werd al vroeg door de Zending op Soemba gebruikt op de volksscholen en voor de Bijbelvertaling.
- Dr. Onvlee begon met het schrijven van schoolboekjes en een bijbels leesboek in het Wadjewaas.
- In 1937 begon hij met de vertaling van het Evangelie volgens Lucas. In 1970 verscheen het Nieuwe Testament in het Wadjewaas. Het Wadjewaas kende geen woorden voor essentiële zaken uit het evangelie, zoals zonde en schuld, liefde en genade of vergeving en verzoening. Hiermee wordt duidelijk hoe ingewikkeld een goede Bijbelvertaling dan wordt.

## Dialecten
Er zijn drie bekende dialecten, alle drie genoemd naar West-Soembanese gebieden:
- Lauli (genoemd naar het onderdistrict Lauli)
- Tana Righu (genoemd naar het onderdistrict Tana Righu)
- Wadjewaas (genoemd naar de streek Wadjewa)